# DTCN F17
Der DTCN F17 ist ein französischer schwerer Torpedo im Kaliber 55 Zentimeter.

## Geschichte
Nachdem die Direction Technique des Constructions Navales (DTCN) (heute Naval Group) das Reichweitenproblem des DTCN L5 erkannte, entschloss man sich, einen neuen Torpedo mit mindestens doppelter Reichweite zu konstruieren. Das Ergebnis war der F17. Im Gegensatz zu seinem Vorgänger entschied man sich zu Anfang dafür, den Torpedo drahtgelenkt zu gestalten. Dadurch büßte die Waffe allerdings ihre Vielseitigkeit ein. Autonome Suchläufe, die der L5 selbstständig ausführen konnte, um dann ein gefundenes Ziel eigenständig anzugreifen, waren zu Anfang nicht möglich. Schließlich, als die ersten Klagen der französischen Marine eintrafen, änderte man das Steuerungsprinzip. F17P, eine Variante, die ursprünglich nur für den Export gedacht war, erhielt sowohl den Thomson-CSF-aktiv/passiv-Panoramasuchkopf zur automatischen Zielerkennung und -bekämpfung, als auch die Möglichkeit zur Drahtlenkung für direkte Angriffe. Erster Abnehmer außerhalb Europas war Saudi-Arabien für seine Fregatten der Madina-Klasse.

## Technische Merkmale
Der Torpedo, der sowohl gegen Überwasser- wie Unterwasserziele eingesetzt werden kann, existiert in mehreren Versionen:
- Der F17 Mod 1 ist 5,90 Meter lang und hat eine Reichweite von 20.000 m bei 35 Knoten.
- Der F17 Mod 2 (Einführung: 1988) ist 5,384 m lang und hat eine Reichweite von 20.000 m bei einer gesteigerten Geschwindigkeit von 40 Knoten.
- Der F17P Mod 2 (Einführung: 1985) ist 5,620 Meter lang und hat eine Reichweite von 30.000 m bei 35 Knoten.

Experimentell wurden diese Torpedos mit einem Faseroptik-Steuerungskabel anstelle der üblichen Metallkabel ausgestattet.

## Nutzerländer
- Frankreich
- Pakistan
- Spanien
- Saudi-Arabien